# Rétroaction (film)
Pour les articles homonymes, voir Rétroaction (homonymie).
Pour plus de détails, voir Fiche technique et Distribution.
Rétroaction ou Rétroactif au Québec (Retroactive) est un film américain réalisé par Louis Morneau en 1997.

## Synopsis
Karen Warren, une ancienne psychologue criminelle, conduit sur une route texane solitaire dans le désert lorsque sa voiture tombe en panne. Frank qui voyage avec Rayanne s'arrête et lui propose de la conduire jusqu'à un garage.
Ils sont brièvement arrêtés par un policier qui donne à Frank une contravention pour excès de vitesse, et sont dépassés sur la route par un conducteur de dépanneuse. Ils s’arrêtent à une station-service appartenant à Sam, un ami de Frank. Sam montre des photos à Frank prouvant l'infidélité de Rayanne avec le conducteur de la dépanneuse, Jesse. Les tensions montent; Frank tire sur Rayanne et tente la même chose avec Karen, mais Karen s’échappe dans le désert où elle tombe sur un laboratoire où Brian, un scientifique, teste une machine à remonter le temps avec des souris. La machine se déclenche par accident, renvoyant Karen là où elle était vingt minutes plus tôt.
Karen se réveille dans la voiture de Frank, juste après qu’elle ait été prise en charge. Cette fois, lorsque le policier arrête leur voiture, Karen lui demande de l’aide, ce qui aggrave la situation. Frank tue Rayanne, le policiier, puis Jesse. Karen s’échappe au laboratoire, où elle explique à Brian ce qu’elle sait. Ils acceptent de remonter le temps ensemble, afin que Brian puisse appeler la police.
Karen se réveille dans la voiture de Frank et prend son arme, provoquant une lutte. Rayanne révèle son propre pistolet, mais rate son coup quand elle essaie de tirer sur Frank. Malgré les connaissances préventives de Karen, Frank tue Rayanne, Jesse, le policier et les parents en vacances d’un jeune garçon. Brian, qui n’a pas réussi à convaincre la police de venir, arrive sur les lieux et explique à Frank la machine temporelle. Frank, utilisant Paul comme otage, force Brian à les renvoyer dans le passé.
Frank et Paul se réveillent dix minutes plus tôt, au milieu du combat. Paul aide Karen, mais lui et ses parents sont tués. Quand Brian arrive, Karen lui dit qu’ils doivent y retourner. Ils retournent au laboratoire, poursuivis par Frank, mais réussissent à surcharger tout le système pour revenir 60 minutes en arrière.
Karen se réveille dans sa voiture, avant que Frank ne vienne la chercher. Lorsque Frank et Rayanne passent, Karen refuse poliment leur aide. Le policier arrive ensuite, et Karen le met en garde contre Frank. Brian arrive alors pour venir chercher Karen, et ils arrivent à la station-service après que tout soit fini: Frank a tué Sam et Jesse, et a été abattu par Rayanne, qui est arrêtée par le policier.

## Fiche technique
- Titre : Rétroaction
- Titre québécois : Rétroactif
- Titre original : Retroactive
- Scénario : Michael Hamilton-Wright, Robert Strauss, Phillip Badger
- Musique : Tim Truman
- Photographie : George Mooradian (de)
- Montage : Glenn Garland (pl)
- Genre : Action, drame, science-fiction, thriller et road movie
- Durée : 91 min
- Pays :  États-Unis
- Langue : anglais, espagnol
- Couleur
- Aspect Ratio : 2.35 : 1
- Son : Dolby Digital
- Classification : États-Unis : R (violence)
- lieu du tournage : Palmdale, Californie
- Production : Cohiba Pictures

## Distribution
- James Belushi (V.Q. : Jean-Marie Moncelet) : Frank
- Kylie Travis (V.Q. : Anne Bédard) : Karen
- Shannon Whirry (V.Q. : Christine Bellier) : Rayanne
- Frank Whaley (V.Q. : Joël Legendre) : Brian
- Jesse Borrego : Jesse
- M. Emmet Walsh (V.Q. : Yves Massicotte) : Sam

Source et légende : Version québécoise (V.Q.) sur Doublage Québec.

## Réception
Le site d’agrégation de critiques Rotten Tomatoes attribue au film une note de 57% .